# Farroupilhas
O termo farroupilha, assim como outras designações de grupos ou correntes políticas, foi usado em locais e situações distintas designando grupos não exatamente correlacionados.

## Etimologia
A palavra farroupilha poderia originar não só de "farrapo" que significa "pano velho", "tecido gasto"; mas também de "farroupo", um porco pequeno, com menos de um ano, marrãozinho.
Seja qual for sua origem, o termo "farroupilha" foi utilizado pela primeira vez para indicar revolucionários no ano de 1700, no Rio de Janeiro, quando um grupo de descontentes com as resoluções da câmara, na sua maior parte pequenos agricultores resolveu marchar sobre a cidade para protestar.
Em 1831 era usado como designação dos liberais exaltados que, nessa época, publicavam dois jornais no Rio de Janeiro: a Jurubeba dos Farroupilhas e a Matraca dos Farroupilhas. Foi depois utilizado oficialmente pelos revolucionário da Guerra dos Farrapos.
O termo farrapo só foi utilizado pelos adversários depois de 1839, ainda assim raramente.

## Na política da corte Imperial
No 'período regencial do Império do Brasil,  por volta de 1831, havia três correntes de pensamento político:
- restauradores ou caramurus, que haviam apoiado D. Pedro I.
- liberais moderados ou chimangos (termo mais tarde usado - sem o mesmo significado- para definir os borgistas na Revolução de 1923, no período republicano no Rio Grande do Sul).
- liberais exaltados, que influíram na renúncia de D. Pedro I. Também eram chamados jurujubas ou farroupilhas (antes da eclosão do conflito no sul do Brasil).

## No sul do Brasil
Ao eclodir os primeiros embates no sul da nação, que se prolongaram na Guerra dos Farrapos, em 1835 pareceu aos observadores  distantes do território conflituoso, tratar-se de uma revolta com os ideais dos liberais exaltados do centro do país. Os revoltosos passaram a ser conhecidos pela denominação farroupilhas. Esta guerra entretanto ocorreu sob influências que foram somadas àquela:
- Guerra da Cisplatina, que culminou - pelo insucesso brasileiro - com a formação do Uruguai, um Estado Republicano independente desanexado do Brasil,  pela Convenção Preliminar de Paz em 1828, e onde lutaram pelo Império brasileiro os futuros líderes do conflito separatista do sul.
- Influência do pensamento republicano corrente nas lojas maçônicas; e de  pessoas provenientes da Europa que difundiam tais ideias , em evidência desde o sucesso da Revolução Francesa, em 1798.
- O descontentamento dos agentes econômicos regionais; a exemplo do que ocorrera na bem-sucedida (do ponto de vista do Uruguai) incursão dos 33 Orientales, os estancieiros contribuíram em contingentes e recursos financeiros para o movimento.
- O descontentamento dos militares locais, culminando com a destituição de Bento Gonçalves da Silva do comando militar da Província de São Pedro do Rio Grande, em benefício de elemento mais ligado a regência. Bento Gonçalves mantivera laços de amizade com D. Pedro I que havia abdicado (a menoridade de D. Pedro II impediu-o de assumir, de pronto, o comando do Império, originando, como consequência, o período regencial).
- Defendiam a descentralização o poder, a autonomia administrativa das províncias, o sistema federalista.

A falta de recursos financeiros, mais evidente na segunda metade do confronto farroupilha , deixou os soldados sulistas com indumentária maltrapilha, sendo apelidados de farrapos.